# Hermann Schutte (Politiker)
Hermann Schutte (fl. 1528; † 13. Juli 1547 in Lübeck) war ein deutscher Politiker und Ratsherr der Hansestadt Lübeck.

## Leben
Hermann Schutte wurde 1528 zum Lübecker Ratsherrn erwählt. 1534 verhandelten er und Jürgen Wullenwever mit dem Grafen Johann von Hoya über dessen Dienste für Lübeck in der später Grafenfehde genannten Auseinandersetzung mit Dänemark. Nach Ende der Wullenwever-Zeit in Lübeck war Schutte 1538–1540, 1542–1543 und 1545 Kämmereiherr der Stadt. Sein Nachlass war überschuldet.
Schutte war mit einer Tochter des Lübecker Ratsherrn Friedrich Joris verheiratet und ein Schwager des Ratsherrn Heinrich Kerkring. Er bewohnte ab 1535 das Hausgrundstück Breite Straße 13 in Lübeck, das Hinrich Kerckrings Testamentarier 1556 Schultes Gläubigern abkauften. Seine Tochter Anna heiratete den Ratsherrn Albrecht Klever.